# Wouter Koelewijn
Wouter Koelewijn (Amersfoort, 1978) is een Nederlands organist en klavecinist.

## Levensloop
Koelewijn studeerde orgel, klavecimbel en kerkmuziek aan het conservatorium van Utrecht.  Zijn docenten waren Reitze Smits en Bernard Winsemius (orgel), Siebe Henstra (klavecimbel) en Jan Raas (improvisatie). Daarnaast volgde hij diverse interpretatiecursussen, onder andere aan de Haarlemse Zomeracademie voor Organisten. Hij behaalde het diploma Master of Music en het hoofdvakdiploma kerkmuziek, beide cum laude. 
Wouter Koelewijn specialiseerde zich in de uitvoeringspraktijk van renaissance- en barokmuziek. In 2006 behaalde hij de Tweede prijs van het internationale orgelconcours in het kader van het Festival Musica Antiqua in Brugge. 
Vanaf 2000 was hij enkeke jaren betrokken bij de muziek in de Utrechtse Domkerk. Hij verleende er regelmatig medewerking aan de vespers, de zondagochtenddiensten en de concerten. 
Hij was medeoprichter van de Stichting Voor de Wind, die door middel van vernieuwende, interdisciplinaire programmering van 2001-2017 een nieuw publiek liet kennismaken met de rijke Nederlandse orgelcultuur. Tijdens de verschillende edities van het Festival voor de Wind (Wind Art Festivals) gingen tal van succesvolle producties in première.